# Xã Butler, Quận Butler, Iowa
Xã Butler (tiếng Anh: Butler Township) là một xã thuộc quận Butler, tiểu bang Iowa, Hoa Kỳ. Năm 2010, dân số của xã này là 1.719 người.